# Tam Thể (phim truyền hình Trung Quốc)
Tam Thể là series phim Khoa học viện tưởng của Trung Quốc do Xí Nga ảnh nghiệp, Tam Thể vũ trụ, Linh Hà văn hóa sản xuất, chuyển thể từ tiểu thuyết Tam Thể của Lưu Từ Hân kể về nhà khoa học công nghệ nano Uông Diểu . Phim được phát sóng trên CCTV 8 vào ngày 15 tháng 1 năm 2023 và được phát sóng đồng thời trên Tencent Video và Migu Video .

## Nội dung
Vào năm 2007, các ngành khoa học cơ bản của Trái Đất đã xảy ra một sự xáo trộn bất thường, có một thời gian, giới khoa học xôn xao và hoảng sợ. Một nhà khoa học kỳ quái đã tự sát, một phép màu đếm ngược, một mặt khoa học bí mật, một trò chơi bí ẩn tên "Tam Thể"... Nhà khoa học nano Uông Diểu bị cảnh sát Sử Cường đưa đến Trung tâm Điều hành chung và lẻn vào "Khoa học Biên Giới", tổ chức đã hỗ trợ trong cuộc điều tra. Trong màn sương mù, Uông Diểu tiếp xúc với một tổ chức có tên là ETO và phát hiện ra rằng chỉ huy thực sự của nó là Diệp Văn Khiết – mẹ của nhà khoa học đã tự sát Dương Đông .

## Phát sóng

### Hoạt động quảng cáo
2 tháng 8 năm 2020, bô phim chính thức công bố đội hình và phát hành áp phích khái niệm   ; Ngày 14 tháng 12, bộ phim phát hành tập đặc biệt của tập cuối , đồng thời tung ra một bộ ảnh tĩnh đêm tập cuối và ảnh trang điểm nhân vật. Ngày 3 tháng 11 năm 2021, đoạn giới thiệu đầu tiên của chương trình đã được công bố và có thông báo rằng nó sẽ được phát sóng độc quyền trên toàn bộ mạng của Tencent Video > Ngày 21 tháng 6 năm 2022, Bộ phim đã phát hành áp phích phiên bản "Dự kiến số phận" và trailer phiên bản "Bụi . Ngày 12 tháng 1 năm 2023, bộ phim đã phát hành áp phích phiên bản không thời gian  ; Ngày 13 tháng 1, bộ phim đã phát hành áp phích phiên bản màu đậm và tĩnh vật câu vàng  ; 3 tháng 2, bộ phim đã tung ra poster ; Ngày 19 tháng 4, bộ phim thông báo rằng nó sẽ cập bến nền tảng phát trực tuyến lớn nhất của Nga OKKO vào ngày 28 tháng 4 ;  Ngày 22 tháng 4, bản xem trước album CD nhạc gốc của bộ phim sẽ được bán vào ngày 10 tháng 6 với giá là 99 nhân dân tệ 

### Thông tin cơ bản
(UTC+8:00)
| Kênh          | Quốc gia   | Ngày                                    | Thời gian | Ghi chú |
| ------------- | ---------- | --------------------------------------- | --- | ------- |
| CCTV-8        | Trung Quốc | 15 tháng 1 năm 2023-12 tháng 7 năm 2023 | Chủ Nhật đến Thứ sáu 21:30 - 22:20，Một tập / ngày |         |
| Tencent Video | Trung Quốc | 15 tháng 1 năm 2023-                    | Vip 21:30 Một tập / ngày, 4 tập ngày đầu 21:30 Chủ Nhật đến Thứ sáu; Thường 1 tập / ngày Thứ hai đến Thứ tư 21:30 Thời gian cập nhật sẽ được thay đổi thành 19:30 từ ngày 5 tháng 2 Sau suất chiếu 20h ngày 03/02, có thể thể xem trước các tập 22-30 sau 21:30 | [ 17 ]  |
| Migu Video    | Trung Quốc | 15 tháng 1 năm 2023-                    | Vip 21:30 Một tập / ngày, 4 tập ngày đầu 21:30 Chủ Nhật đến Thứ sáu; Thường 1 tập / ngày Thứ hai đến Thứ tư 21:30 Thời gian cập nhật sẽ được thay đổi thành 19:30 từ ngày 5 tháng 2 Sau suất chiếu 20h ngày 03/02, có thể thể xem trước các tập 22-30 sau 21:30 | [ 17 ]  |
| Giang Tô TV   | Trung Quốc | Ngày 13 tháng 3 năm 2023-               | |         |

## Diễn viên

### Diễn viên chính
| Diễn viên         | Vai            | Vai           | Miêu tả |
| Trương Lỗ Nhất    | Uông Diểu      | Uông Diểu     | Nhà nghiên cứu vật liệu nano, thành viên Trung tâm Khoa học và Công nghệ nano Quốc gia Trung Quốc, giáo sư đại học, phát triển vật liệu nano "Phi Đao" |
| Vu Hòa Vỹ         | Sử Cường       | Sử Cường      | Nhân viên tình báo của Trung tâm Điều hành Hội đồng Phòng thủ Châu Á Cựu chiến binh, từng là quân nhân dưới quyền của Thường Vĩ Tư trong thời gian phục vụ, được biệt phái đến "Trung tâm Điều hành Hội đồng Phòng thủ Châu Á" sau khi bị Cục Công an thành phố Bắc Kinh đình chỉ công tác |
| Vương Tử Văn      | Diệp Văn Khiết | Lúc trẻ       | Bị ảnh hưởng bởi cha cô, ý tưởng cứu đất nước thông qua khoa học luôn ảnh hưởng sâu sắc đến Diệp Văn Khiết khi cô còn nhỏ. Mặc dù cô ấy bị lừa dối và bị tổn thương hết lần này đến lần khác, mặc dù cô ấy đã chứng kiến cảnh cha mình bị đánh chết, bị Bạch Mộc Lâm hãm hại và trải qua tám năm làm việc chăm chỉ ở Hồng Ngạn, nhưng ngọn lửa sử dụng khoa học để theo đuổi nền văn minh cao hơn luôn bùng cháy trong tim. Khi làm việc ở Hồng Ngạn, phát hiện ra rằng mặt trời là một bộ khuếch đại sóng vô tuyến, vì vậy cô đã gửi tín hiệu của nền văn minh nhân loại đến vũ trụ thông qua mặt trời |
| Trần Cẩn          | Diệp Văn Khiết | Lúc già       | Nhà vật lý học thiên văn, con gái của Diệp Triết Thái, người thứ nhất liên lạc được người Trisolaris, về sau lãnh tụ tinh thần của ETO |
| Lâm Vĩnh Kiện     | Thường Vĩ Tư   | Thường Vĩ Tư  | Thiếu tướng Quân Giải phóng Nhân dân Trung Quốc, giám đốc Hội đồng Quốc phòng Châu Á (ADC) |
| Lý Tiểu Nhiễm     | Thân Ngọc Phi  | Thân Ngọc Phi | Nhà vật lý học người Hoa kiều Nhật Bản, thành viên tổ chức Tam Thể (ETO) phe cứu thế giới |
| Vương Truyền Quân | Đinh Nghi      | Đinh Nghi     | Nhà vật lý học lý thuyết Bạn trai Dương Đông |

### Khoa học Biên Giới
| Diễn viên        | Vai           | Miêu tả |
| Lý Tiểu Nhiễm    | Thân Ngọc Phi | Xem Diễn viên chính |
| Trương Tuấn Ninh | Phan Hàn      | Nhà sinh vật học Nhà môi trường học, người sáng lập xã hội thử nghiệm "Dự án Điền Viên Trung Hoa" |
| Hà Đỗ Quyên      | Dương Đông    | Nhà vật lý học Con gái của Diệp Văn Khiết và Dương Vệ Ninh, bạn gái của Đinh Nghi. Nghiên cứu lý thuyết dây, phụ trách thí nghiệm va chạm tại Foundation "Trung Hoa số 2" Máy gia tốc, năm 2007, cô ấy tự tử bằng cách uống thuốc ngủ tại nhà. |

### Phong cuồng niên đại
| Diễn viên     | Vai                    | Miêu tả |
| Vương Tử Văn  | Diệp Văn Khiết lúc trẻ | Xem Diễn viên chính |
| Đồ Tùng Nham  | Dương Vệ Ninh          | Chồng Diệp Văn Khiết, Cha Dương Đông, Học sinh của Diệp Triết Thái |
| Trương Phàm   | Lôi Chí Thành          | Chính ủy Hồng Ngạn |
| Khấu Chấn Hải | Diệp Triết Thái        | Nhà khoa học Cha đẻ Diệp Văn Khiết, trong Cách mạng Văn hoá vợ ông là Thiệu Lâm và con gái Diệp Văn Tuyết đã phản bội và chết trong cuộc đấu tranh vào năm 1967 |
| Vu Hâm Đồng   | Diệp Văn Tuyết         | Em gái Diệp Văn Khiết, Hồng vệ binh |
| Bạch Khách    | Bạch Mộc Lâm           | Phóng viên "Báo Đại Sinh San" |
| Khổng Lâm     | Trình Lệ Hoa           | Đại diện Ủy ban kiểm soát quân sự Tòa án nhân dân trung cấp , cán bộ cấp cao, trạc 40 tuổi, mặc quân phục, đeo kính cận dày cộp. Khi phục vụ trong Quân đoàn 4, cô ta chuyên hát các bài hát của Liên Xô. Trình cố gắng cứu Diệp Văn Khiết khỏi cuộc đàn áp chính trị. |

### Tổ chức Địa Cầu Tam Thể
| Diễn viên   | Vai                    | Miêu tả |
| Trần Cẩn    | Diệp Văn Khiết lúc già | Xem Diễn viên chính |
| Kenan Heppe | Mike Evans             | Người Mỹ , con trai của một ông trùm dầu mỏ và là người sáng lập Trisolaran. Evans thành lập "Chủ nghĩa cộng sản loài", tin rằng tất cả sự sống trên trái đất đều bình đẳng, khao khát trở thành đấng cứu thế, căm ghét sự tàn ác của con người đối với các sinh vật khác, thậm chí còn coi toàn bộ nền văn minh nhân loại là "Căn bệnh ung thư" trên trái đất. Vì vậy, Evans bí mật độc quyền liên lạc giữa tổ chức Trisolaris và thế giới Trisolaris, cố gắng giúp nền văn minh Trisolaris tiêu diệt loài người |
| Vương Vi    | Trần Tuyết             | Con gái Diệp Văn Tuyết, vệ sĩ của Diệp Văn Khiết ở Trisolaris, tốt nghiệp MIT |

### Tam Thể Du Hý
| Diễn viên                         | Vai                        | Miêu tả |
| Nền văn minh Tam Thể Du Hý số 137 |                            | |
| Hàn Thanh                         | Chu Văn Vương              | Đến Triều Ca dâng lịch vạn niên cho vua Chu dự đoán "Kỷ nguyên vĩnh cửu"                                                                               |
| Quách Tĩnh Vũ                     | Trụ Vương                  | Quốc vương trong nền văn minh |
| Thái Giai                         | Đát Kỷ                     | Vương hậu trong nền văn minh |
| Giang Nam                         | Phục Hy                    | Khuyên vua Chu, hãy thiết lập một con lắc khổng lồ để cố gắng thôi miên mặt trời. Sau khi mất lòng tin, anh ta bị đẩy vào giá ba chân và bị thiêu chết |
| Chu Tiển                          | Ly Mang                    | |
| Trương Minh Ân                    | Chú Minh                   | |
| Nền văn minh Tam Thể Du Hý số 140 |                            | |
| Hầu Hồng Lượng                    | Khổng Tử                   | Cố gắng dự đoán Kỷ nguyên Hằng bằng nghi thức, nhưng chết cóng khi mặt trời đột nhiên biến thành một ngôi sao bay                                      |
| Nền văn minh Tam Thể Du Hý số 141 |                            | |
| Vu Dương                          | Mặc Tử                     | Cố gắng dự đoán kỷ nguyên Hằng bằng một mô hình, nhưng bị thiêu chết bởi sự sụp đổ đột ngột của mặt trời                                               |
| Lương Chấn Hoa                    | Người ghi âm Mặc Tử        | |
| Phí Chấn Tường                    | Nhân viên thông báo Mặc Tử | |
| Nền văn minh Tam Thể Du Hý số 184 |                            | |
| Quý Thần                          | Tần Thủy Hoàng             | |
| Đường Gia Tam Thiếu               | Tần Thái Sử                | |
| Khác                              |                            | |

### Vai khác
| Diễn viên        | Vai                         | Miêu tả |
| Lý Tắc Huệ       | Từ Băng Băng                | Chuyên gia An ninh Thông tin Trung tâm Điều hành Hội đồng Quốc phòng Châu Á Chuyên gia bảo mật thông tin, được chuyển từ Đội điều tra tội phạm đến Trung tâm điều hành để hỗ trợ Sử Cường         |
| Khổng Liên Thuận | Sa Thuỵ Sơn                 | Nhà nghiên cứu Sinh viên của Diệp Văn Khiết, người làm việc tại Cơ sở quan sát thiên văn vô tuyến Mật Vân, và Uông Diểu đã chứng kiến "Nhấp nháy vũ trụ" khi theo dõi bức xạ phông vi sóng vũ trụ |
| Dương Dung       | Mộ Tinh                     | Phóng viên Báo chí điều tra, bị Phan Hàn lợi dụng, cuối cùng bị ám sát Trần Tuyết |
| Lưu Mẫn          | Lý Dao                      | Bác sĩ Vợ Uông Diểu |
| Triệu Kiện       | Ngụy Thành                  | Nhà số học Chồng của Thân Ngọc Phi |
| Cao Á Lân        | Người qua đường bị tấn công | |
| Vương Vũ Tranh   | Hải Ninh                    | |

## Sản xuất
Tháng 6 năm 2020, bộ phim bắt đầu quay ở Thành phố Điện ảnh và Truyền hình Hoành Điếm, tháng 7, được quay ở Bảo tàng Ninh Ba; 22 tháng 8, bộ phim đã công bố thông báo chính thức trên Sina Weibo và phát hành một poster khái niệm . Đến thị trấn Hắc Hà, Hắc Long Giang để quay phim vào 20 tháng 11 và thông báo tập cuối vào tháng 12 .
Tháng 11 năm 2021, trailer đầu tiên được phát hành ; Trailer phiên bản Dust ra mắt vào tháng 6 năm 2022 . Tháng 1 năm 2023, đã có thông báo chính thức rằng tập tin sẽ được lên lịch vào ngày 15 tháng 1. Phim sẽ ra mắt trên ba nền tảng chính kênh phim truyền hình của CCTV-8, Tencent Video và Migu Video, đồng thời phát hành trailer Cùng hội cùng thuyền .

## Tập phim
| TT. | Tiêu đề      | Ngày phát sóng gốc                                                                                 |
| --- | ------------ | -------------------------------------------------------------------------------------------------- |
| 1 | "Tập 1"      | 15 tháng 1 năm 2023 (CCTV) 15 tháng 1 năm 2023 (WeTV)                                              |
| Năm 2007, một người phụ nữ bí ẩn mang kết quả từ thí nghiệm máy gia tốc hạt cho Giáo sư Feynman đã lớn tuổi, trước khi thí nghiệm được thực hiện. Sau đó, anh ta tự sát. Uông Diểu, một nhân vật hàng đầu trong nghiên cứu công nghệ nano, được Sử Cường tuyển dụng để giúp thâm nhập vào Frontiers of Science - một nhóm các nhà vật lý lý thuyết ưu tú, nhiều người trong số họ gần đây đã tự sát. Cụm từ "Vật lý không còn tồn tại nữa" dường như là điểm chung của những cái chết, và cũng có trong bức thư tuyệt mệnh của Giáo sư Dương Đông, người mà Uông Diểu rất quý mến sau khi gặp và chụp ảnh cô trong một lần thí nghiệm ở máy gia tốc hạt. Năm 1979, Diệp Văn Khiết phản hồi tín hiệu do ăng-ten Bờ biển Đỏ trên Đỉnh Radar nhận được, mời phóng viên của cô ấy đến Trái đất, vì dân số của nó không thể tự giải quyết các vấn đề. |              | |
| 2 | "Tập 2"      | 16 tháng 1 năm 2023 (CCTV) 15 tháng 1 năm 2023 (WeTV)                                              |
| Uông Diểu đến thăm Đinh Nghi, vị hôn thê đau buồn của Dương Đông, người kể lại, trong một ván bi-a kỳ lạ, sự thất vọng về sự thay đổi cực độ của kết quả từ máy gia tốc hạt, cũng như phản ứng bối rối của cô ấy trước bằng chứng về cái chết của Giáo sư Munphy. Uông Diểu miễn cưỡng chấp nhận lời mời của anh ấy trong Frontiers of Science và, khi quay lại cuộc họp, chứng kiến sự suy thoái tâm lý của một thành viên trong nhóm khi đối mặt với giả thuyết chính của nhóm - rằng loài người chiếm giữ một lĩnh vực tồn tại, quan điểm của nó khiến họ rơi vào tình trạng thiếu hiểu biết không thể tránh khỏi về bản chất đầy đủ của thực tế, mãi mãi bị mắc kẹt ở Khoa học Biên Giới. Sau đó, tại đám tang của Dương Đông, anh gặp mẹ cô - Diệp Văn Khiết, để đưa cho bà bức ảnh mà anh chụp con gái bà, nhưng nhận thấy một dấu thời gian kỳ lạ trên đó và hứa sẽ đưa cho bà một bức ảnh được chụp chính xác. Tuy nhiên, tại studio tại nhà của mình, anh ấy phát hiện ra rằng tất cả các bức ảnh của mình đều có dấu thời gian giống nhau. Sau khi thử nghiệm với chiếc máy ảnh cũ của mình, anh ấy đi đến kết luận rằng các dấu thời gian là một bộ đếm ngược sẽ kết thúc sau 49 ngày. |              | |
| 3 | "Tập 3"      | 17 tháng 1 năm 2023 (CCTV) 15 tháng 1 năm 2023 (WeTV)                                              |
| Sau một loạt thử nghiệm điên cuồng để xác định nguồn gốc của dấu thời gian trên các bức ảnh, Uông Diểu bắt đầu nhìn thấy đồng hồ đếm ngược ở trung tâm tầm nhìn của chính mình. Một người bạn bác sĩ nhãn khoa của vợ anh ấy xác định rằng mắt anh ấy không có vấn đề gì về thể chất. Không còn lựa chọn nào khác, anh ấy quay lại Thân Ngọc Phi của Frontier of Science để xin lời khuyên và cô ấy đề nghị tạm dừng các thí nghiệm công nghệ nano do chính phủ hỗ trợ của anh ấy. |              | |
| 4 | "Tập 4"      | 18 tháng 1 năm 2023 (CCTV) 15 tháng 1 năm 2023 (WeTV)                                              |
| Thiết bị phòng thí nghiệm cho các thí nghiệm của Uông Diểu cần được bảo trì, điều này đã thuyết phục anh ta tạm dừng các thí nghiệm. Khoảnh khắc cỗ máy cuối cùng dừng lại, đồng hồ đếm ngược dừng lại và biến mất khỏi tầm nhìn của anh ta. Thất vọng, anh ấy gọi cho Thân Ngọc Phi, người nói với anh ấy rằng họ không kiểm soát được những gì xảy ra. Khi lời giải thích này không đủ, cô ấy đưa cho anh ta một trang web có hướng dẫn mã Morse và khuyên anh ta tìm kiếm sự đếm ngược trong bức xạ phông vi sóng vũ trụ, vì nó sẽ bắt đầu lại khi anh ấy bắt đầu lại các thử nghiệm công nghệ nano của mình. Để thuyết phục anh ấy rằng cô ấy đang cố gắng tránh cho anh ấy gặp phải kết cục giống như Dương Đông, cô ấy nói với anh ấy rằng vũ trụ sẽ nhấp nháy vì anh ấy. Sau đó, anh gặp Diệp Văn Khiết tại nhà của cô, nơi cô hồi tưởng về con gái mình và thú nhận tội lỗi về số phận của mình. Sau đó, Sử Cường cho Uông Diểu biết rằng mọi nhà khoa học đã chết cho đến nay đều đã tiếp xúc với Thân Ngọc Phi ngay trước khi tự sát. |              | |
| 5 | "Tập 5"      | 19 tháng 1 năm 2023 (CCTV) 16 tháng 1 năm 2023 (WeTV)                                              |
| Mộ Tinh, một phóng viên điều tra, thẳng thừng đối mặt với Sử Cường về cuộc điều tra của anh ta về các vụ tự tử. Uông Diểu đến gặp một học trò cũ của Diệp Văn Khiét để quan sát bức xạ phông vi sóng vũ trụ. Trước sự thất vọng của họ, vào thời điểm đã định, nó bắt đầu dao động theo kiểu các tập ngắn và dài, đánh vần đồng hồ đếm ngược bằng mã Morse. Để xác nhận dữ liệu, họ so sánh nó với đài quan sát Urumqi và bằng chính mắt mình, sử dụng kính 3K nén bước sóng thành ánh sáng khả kiến - vũ trụ bên ngoài bầu trời đêm đang nhấp nháy đếm ngược. Điều này khiến Uông Diểu càng thêm tuyệt vọng cho đến khi Sử Cường tìm thấy anh ta và an ủi anh ta. Sau đó, các thí nghiệm công nghệ nano được bắt đầu lại và Uông Diểu có một bài học với khách tại trường của con gái mình, khẳng định niềm tin của mình vào việc tìm kiếm câu trả lời thông qua khoa học. |              | |
| 6 | "Tập 6"      | 20 tháng 1 năm 2023 (CCTV) 17 tháng 1 năm 2023 (WeTV)                                              |
| Sử Cường có được một trợ lý hiệu quả đáng ngạc nhiên, Từ Băng Băng. Sau khi Uông Diểu hỏi anh ta liệu có nhà khoa học nào giống anh ta không - những người có liên quan đến Thân Ngọc Phi, nhưng không trở thành thành viên của Khoa học Biên Giới, cũng không tự sát, anh ta chỉ ra Diệp Văn Khiết làm ví dụ và kể cho anh ta nghe về quá khứ của cô ấy. Ông của cô đã gặp Einstein vào năm 1922 khi làm lao động trẻ em trong công việc xây dựng đường xá. Mẹ cô, cũng là một nhà khoa học, đã nói dối và thêu dệt cuộc gặp gỡ đó, cho đến khi Cách mạng Văn hóa diễn ra ở Trung Quốc. Tuy nhiên, cha của Diệp Văn Khiết vẫn không ngừng từ chối phủ nhận các lý thuyết khoa học do phương Tây thiết lập để tuân theo chính trị trong nước. Diệp Văn Khiết được cho là để tang anh ta ngay sau đó. |              | |
| 7 | "Tập 7"      | 22 tháng 1 năm 2023 (CCTV) 18 tháng 1 năm 2023 (WeTV)                                              |
| Thân Ngọc Phi nhận được mệnh lệnh từ "Chúa", hoặc khiến Uông Diểu dừng nghiên cứu dự án nano của anh ta, hoặc tiêu diệt anh ta. Thân Ngọc Phi đã cố gắng lôi kéo anh ta vào tổ chức bằng cách cho anh ta một liên kết đến một trò chơi thực tế ảo có tên là "Tam Thể". Anh và Sử Cường vào game, khám phá một thế giới với các kiểu thời tiết thất thường. Trong một khoảng thời gian ngắn, họ đã trải qua một loạt các bình minh và hoàng hôn không thể đoán trước, vì họ đã rơi vào "Kỷ nguyên hỗn loạn". Một người chơi khác trong trò chơi, Chu Văn Vương, đã giải thích cho Uông Diểu về "Kỷ nguyên Hằng": Tức là một khoảng thời gian có độ dài khác nhau với khí hậu ôn hòa cho phép nền văn minh phát triển. Nền văn minh Trisolaris có thể làm các cá nhân mất nước và lưu trữ các cơ thể mất nước trong các tòa nhà dày - chẳng hạn như các kim tự tháp mà họ sắp tới, để tồn tại trong "Kỷ nguyên hỗn loạn". Sau đó, họ chứng kiến hai ngôi sao bay trên bầu trời, được xác định là biểu thị cho sự khởi đầu sắp xảy ra của "Kỷ nguyên Hằng". Sau khi đến kim tự tháp, Chu Văn Vương đã trình lịch tự làm của mình cho vua Chu, dự đoán sự xuất hiện của "Kỷ nguyên Hằng" dài tiếp theo. Thời gian đã chứng minh dự đoán của ông về khí hậu trước "Kỷ nguyên Hàng" dài, và Vua Chu đã ra lệnh khử nước cho nền văn minh Tam Thể lần nữa. Các sợi khô mất nước được đẩy ra các hồ gần đó, và nền văn minh chuẩn bị phát triển. |              | |
| 8 | "Tập 8"      | 23 tháng 1 năm 2023 (CCTV) 19 tháng 1 năm 2023 (WeTV)                                              |
| Sau khi nền văn minh Tam Thể ngâm và phục hồi, nền văn minh mở ra " Kỹ hỗn loạn" vào ngày 8, nhưng "Kỳ nguyên Hằng" vẫn chưa xuất hiện. Sau đó, ba ngôi sao bay xuất hiện trên bầu trời - có nghĩa là mùa đông khắc nghiệt đang đến. Vua Chu đã ra lệnh khử nước cho nền văn minh Tam Thể ngay lập tức, nhưng vì cái lạnh khắc nghiệt kéo dài 48 năm, nền văn minh này cuối cùng bị hủy diệt, và trước khi bị hủy diệt, nó đã tiến hóa đến Kỳ Chiến Quốc. Sau khi thoát khỏi trò chơi, Uông Diểu than thở về quá trình sản xuất trò chơi xuất sắc và cố gắng hiểu ý định của nhà sản xuất trò chơi; Sử Cường được phóng viên Mộ Tinh cảm động, và cho Mộ Tinh biết rằng anh ta đang điều tra vụ tự sát của các nhà khoa học; Sa Thụy Sơn đã mời Uông Diểu đến đài thiên văn Mật Vân và hy vọng rằng bằng cách bắt chước hoàn toàn tất cả các hành vi vào sáng sớm ngày 14, anh ấy hy vọng sẽ tái tạo được "Nhấp nháy vũ trụ", nhưng đã không thành công; Sử Cường cố gắng tìm ra danh tính của những người tham gia khác thông qua sự tham gia liên kết của Uông Diểu trong Hội nghị Khoa học Biên Giới; Mộ Tinh đã phỏng vấn Phan Hàn và lên kế hoạch báo cáo về các vấn đề môi trường mà Phan Hàn đã ủng hộ; Sự cố tiếp tục Thường Vĩ Tư yêu cầu các nhà khoa học trong danh sách được chuyển đến một địa điểm bí mật để bảo vệ, nhưng tia lửa và tia lửa điện xuất hiện trước mặt một nhà khoa học được bảo vệ khi ông đang đọc sách, và va vào bàn cà phê và bị thương. Sau khi đưa nhà khoa học bị thương, Sử Cường tìm thấy Mộ Tinh, người đang bí mật quay phim xe cứu thương, và hỏi cô ấy làm thế nào mà cô ấy biết được vị trí của nhà khoa học được bảo vệ. |              | |
| 9 | "Tập 9"      | 24 tháng 1 năm 2023 (CCTV) 20 tháng 1 năm 2023 (WeTV)                                              |
| Sau khi Từ Băng Băng đối mặt với Mộ Tinh trong gần 3 giờ, cô đã bắt cô ta nói, nhận được video quay lén gần đây của Mộ Tinh về việc các nhà khoa học vào khu vực được bảo vệ. Sau khi xem đoạn video, Thường Vĩ Tư tự hỏi rằng anh ấy luôn nói với người khác địa chỉ của địa điểm bảo vệ vào giây phút cuối cùng, nhưng Mộ Tinh vẫn có thể biết trước và lén lút chụp ảnh. Sử Cường đi theo Hồ Hiểu Hy, người quản lý quán cà phê Internet, người đã tiết lộ địa chỉ của điểm bảo vệ cho Mộ Tinh, bị phát hiện, nhưng Hướng bất ngờ đến địa chỉ của Hội đồng Phòng thủ Châu Á và yêu cầu Sử Cường bắt giữ anh ta. Trong quá trình thẩm vấn, Hồ Hiểu Hy đã chủ động tiết lộ cho Thường Vĩ Tư thông tin về việc thành lập một số hội đồng phòng thủ lục địa, đồng thời cố gắng kể cho Thường Vĩ Tư câu chuyện ngụ ngôn về "Gà tây và người nông dân". Và mọi người đã điều tra ra rằng anh ta đã biết được thông tin liên quan và vị trí được bảo vệ của các nhà khoa học từ các email và tin nhắn văn bản nặc danh. Mộ Tinh lại đến phỏng vấn Phan Hàn, và Phan Hàn đã thấy trước rằng cô ấy sẽ bị giam giữ để điều tra do quay lén, anh ta cũng đề cập đến địa chỉ được bảo vệ của nhà khoa học mà anh ấy đã cung cấp cho Mộ Tinh thông qua Hồ Hiểu Hy. Thân Ngọc Phi gọi điện cho Uông Diểu và yêu cầu anh ta lên một toa tàu trong trò chơi Tam Thể Du Hý số 139. Nền văn minh này đã phát triển đến thời đại của hơi nước. Thân Ngọc Phi đề cập rằng trong nền văn minh này, một số người cố gắng quan sát khoảng cách giữa mặt trời và trái đất thông qua phương pháp thị sai. Thân cũng nói với Sử Cường, người đến sau, rằng thông tin về cuộc tụ tập "Biên giới khoa học" là công khai, và không cần yêu cầu Uông Diểu gọi lại những người đã tham gia cuộc tụ họp, và nói rằng Uông và Sử có thể đi đến nơi ở của cô ấy để tìm hiểu thêm thông tin, và sau đó nền văn minh 139 đã bị phá hủy dưới ánh mặt trời kép . Uông Diểu lại giải thích với Sử Cường tại nhà của Thân Ngọc Phi rằng về mặt lý thuyết, Thân Ngọc Phi không thể dự đoán được kết quả của các thí nghiệm máy va chạm trước đây của Dương Đông. Sử Cường hỏi Thân Ngọc Phi rằng "Chúa" mà cô ấy đang đề cập đến là ai, và liệu kết quả thí nghiệm dự đoán sự can thiệp đối với các nhà vật lý có phải là điều mà "Chúa" yêu cầu cô ấy làm hay không. |              | |
| 10 | "Tập 10"     | 25 tháng 1 năm 2023 (CCTV) 22 tháng 1 năm 2023 (WeTV)                                              |
| Sử Cường nhận thấy rằng Dương Đông đã biết rằng Thân Ngọc Phi đã dự đoán sai kết quả thí nghiệm trong 10 tháng trước khi tự sát. Tính cách của cô đã thay đổi đáng kể so với trước đây, cô sẵn sàng đi du lịch và lên kế hoạch trang trí ngôi nhà mới với Đinh Nghi. "Chúa đã hướng dẫn Thân Ngọc Phi tiếp tục lôi kéo Uông Diểu vào "Khoa học Biên Giới" thông qua phần mềm nhắn tin tức thời. Trong cuộc trò chuyện với Sử Cường, Thường Vĩ Tư đã suy đoán rằng "Nhấp nháy vũ trụ" có thể là do người ngoài hành tinh gây ra. Uông Diểu được Diệp Văn Khiết mời đến giảng bài tại Đại học Thanh Hoa, sau bài giảng, anh trò chuyện với Diệp Văn Khiết về kinh nghiệm sống của mình. Diệp Văn Khiết kể lại với Uông Diểu rằng trong Cách mạng Văn hóa, cô ấy đã được cử đến núi Đại Hưng An Lĩnh để khai thác gỗ khi còn là một thanh niên có học thức. Một ngày nọ, Diệp Văn Khiết tình cờ gặp Bạch Mộc Lâm, một phóng viên của Báo Đại Sinh San. Bạch Mộc Lâm lúc đó đang được cấp trên yêu cầu dịch cuốn sách "Mùa xuân im lặng", và vì đọc cuốn sách nói về sự tàn phá thiên nhiên của con người, anh ta định viết thư gửi chính quyền trung ương đề nghị quan tâm đến bảo vệ môi trường. Diệp Văn Khiết nhận thấy tay của Bạch Mộc Lâm bị thương và đề nghị giúp Bạch phiên âm thư |              | |
| 11 | "Tập 11"     | 26 tháng 1 năm 2023 (CCTV) 23 tháng 1 năm 2023 (WeTV)                                              |
| Vài ngày sau, Bạch Mộc Lâm trở lại sở chỉ huy sư đoàn với một lá thư, nhưng bị điều tra vì chủ đề của bức thư bị cấp trên coi là "Quảng bá lý thuyết thời kỳ cuối của chủ nghĩa tư bản phương Tây". Diệp Văn Khiết sau đó bị giam trong trụ sở sư đoàn. Trịnh Lệ Hoa, đại diện của quân đội tòa án, đã yêu cầu cô ký vào một văn bản vạch trần cha của Diệp Văn Khiết là Diệp Triết Thái là một kẻ phản cách mạng, và hứa sẽ hủy bỏ hình phạt do "Sự kiện Bức thư" đưa ra. Viết sự cố sau khi ký tài liệu. Nhưng Diệp Văn Khiết từ chối ký vì lương tâm. Tuy nhiên, Diệp Văn Khiết đã được chuyển đến căn cứ Hồng Ngạn vài ngày sau đó |              | |
| 12 | "Tập 12"     | 27 tháng 1 năm 2023 (CCTV) 24 tháng 1 năm 2023 (WeTV)                                              |
| Sử Cường nhận thấy rằng nhiều sự cố gần đây có liên quan đến Diệp Văn Khiết, vì vậy đã nộp đơn lên Thường Vĩ Tư để được giải mật và kiểm tra hồ sơ của Diệp Văn Khiết trong Căn cứ Hồng Ngạn. Theo gợi ý của Uông Diểu, Sử Cường đã tìm Sa Thụy Sơn và rủ anh ta chơi Tam Thể cùng nhau. Uông Diểu lại tham gia trò chơi Tam Thể và nhận thấy rằng các kim tự tháp trong Văn minh 141, phát triển đến thời nhà Hán, đã trở thành kiểu Aztec, Mặc Tử nhân vật trong trò chơi, giới thiệu với anh rằng Khổng Tử đã cố gắng dự đoán Kỷ nguyên Hằng bằng nghi thức, nhưng bị chết cóng vì mặt trời đột nhiên biến thành một ngôi sao bay; Mặc Tử tin rằng nên sử dụng các phương pháp khoa học để dự đoán và xây dựng một kính viễn vọng và một cỗ máy trên đỉnh tháp "Mô hình vũ trụ". Mặc Tử tin rằng trái đất nằm trong "Biển lửa" trong một lớp vỏ hình cầu hai lớp, mặt trời và các vì sao trên bầu trời là ánh lửa lọt vào từ các lỗ có kích thước khác nhau trên lớp vỏ hình cầu và màu xanh lam Màu sắc của bầu trời là kết quả của ánh sáng phản xạ qua lại giữa các lớp vỏ hình cầu, và đoán Mặt trời bỗng biến thành một ngôi sao bay vì một đốm đen trong biển lửa. Dựa trên mô hình của mình Mặc Tử đã dự đoán rằng Kỳ Hằng định kéo dài 4 năm sẽ sớm xuất hiện, Hán Vũ Đế cũng đã ban hành một "Sắc lệnh ngâm" dựa trên điều này. Nhưng vài ngày sau, mặt trời mọc đột nhiên lớn lên và phá hủy Văn minh 141 trong biển lửa. Sau khi chơi trò chơi, Uông Diểu và Sa Thụy Sơn đã nhận xét rằng "Mặt trời trong thế giới Tam Thể rõ ràng khác với mặt trời trong hệ mặt trời" |              | |
| 13 | "Tập 13"     | 29 tháng 1 năm 2023 (CCTV) 25 tháng 1 năm 2023 (WeTV)                                              |
| Sử Cường nhắc nhở Uông Diểu rằng với nền tảng vật lý thiên văn của Diệp Văn Khiết, Diệp Văn Khiết cũng có thể được mời chơi trò chơi Tam Thể; Tại trung tâm chiến đấu, Sa Thụy Sơn nhận được tin từ châu Âu chiến khu rằng một nhà khoa học đã bị sát hại. Thân Ngọc Phi lên án Phan Hàn vì không giết các nhà khoa học mà cố gắng thu phục họ để giải quyết vấn đề tam thể cho "Chúa", nhưng Phan Hàn tin rằng "Chúa" nên đến thế giới này và giết những nhà khoa học đó là hình phạt mà họ đáng phải chịu. Mộ Tinh cố gắng tiếp cận Thân Ngọc Phi bằng cách chạm vào đồ sứ; Uông Diểu hỏi Diệp Văn Khiết về ngôi sao bay trong trò chơi Tam Thể, Diệp Văn Khiết nhắc nhở Uông Diểu rằng đó có thể là một ngôi sao có chu kỳ quay và quay không ổn định. Diệp Văn Khiết sau đó tiếp tục kể cho Uông Diểu nghe về trải nghiệm của cô ấy trong Cách mạng Văn hóa: Sau khi bị giam giữ vài ngày, Lôi Tâm Thành, một học trò của Diệp Triết Thái, cha của Diệp Văn Khiết, đã chuyển Diệp Văn Khiết đến căn cứ Hồng Ngạn. Mức độ an ninh của Căn cứ Hồng Ngạn cực kỳ cao. Cơ sở chính là một chiếc ăng-ten khổng lồ, khi ăng-ten được phóng lên, tuyết trên bầu trời sẽ tan chảy, những tia sét sẽ xuất hiện trên mây theo hướng phóng và những con chim bay ngang qua trong hướng phóng sẽ bị nướng chết |              | |
| 14 | "Tập 14"     | 30 tháng 1 năm 2023 (CCTV) 26 tháng 1 năm 2023 (WeTV)                                              |
| Diệp Văn Khiết ban đầu được giao làm công việc vặt tại căn cứ Hồng Ngạn, nhưng một ngày nọ, cô chỉ ra sự cố của thiết bị trong căn cứ, được chính ủy căn cứ Lôi Chí Thành đánh giá cao và được thăng chức trưởng phòng phóng. Diệp Văn Khiết tò mò về mục đích của ăng-ten truyền sóng của Căn cứ Bờ biển Đỏ, trong khi Lôi Chí Thành nói dối cô rằng vi sóng phát ra từ ăng-ten được sử dụng để đốt cháy các vệ tinh do thám của các nước phương Tây. Tuy nhiên, Diệp Văn Khiết cảm thấy rằng tuyên bố có liên quan là không đúng sau khi hồi tưởng lại với Uông Diểu, nhưng vì tính bảo mật, cô ấy không thể nói cho Uông Diểu biết sự thật về công trình Hồng Ngạn. Sau khi nghe Uông Diểu kể lại, Sử Cường càng nghi ngờ Diệp Văn Khiết |              | |
| 15 | "Tập 15"     | 31 tháng 1 năm 2023 (CCTV) 27 tháng 1 năm 2023 (WeTV)                                              |
| Uông Diểu bước vào Tam Thể và đổi tên thành Copernicus. Phát hiện ra rằng vì sự thay đổi ID của anh ấy, bối cảnh của trò chơi cũng đã thay đổi thành thời Trung cổ. Bên trong một nhà thờ ở Nền văn minh 183, Galileo tuyên bố đã xây dựng lịch vạn niên từ các mô hình của mình. Nhưng Uông Diểu tiết lộ rằng hành tinh trong trò chơi nằm trong một thiên hà Tam Thể và có ba ngôi sao trong thiên hà, vì vậy không thể dự đoán chính xác các thời đại cố định và hỗn loạn. Sau đó, nền văn minh 183 đã bị phá hủy trong trận Băng kéo dài ba ngày, và Uông Diểu được thăng cấp thứ hai vì tiết lộ quy luật chuyển động của các thiên hà trong trò chơi. Vài ngày sau, Uông Diểu lại tham gia trò chơi Tam Thể và gặp Newton và von Neumann. Trong trò chơi, von Neumann đề xuất với Tần Thủy Hoàng thông qua binh lính hình thành một cấu trúc cổng để tạo thành một "Máy tính cột người", và giải quyết chuyển động của Tam Thể thông qua các phương trình vi phân của Newton. Từ Băng Băng phát hiện ra rằng Thân Ngọc Phi đã giúp chồng cô là Ngụy Thành thuê nhiều máy tính để giúp cô tính toán |              | |
| 16 | "Tập 16"     | 1 tháng 2 năm 2023 (CCTV) 29 tháng 1 năm 2023 (WeTV)                                               |
| Sử Cường và Từ Băng Băng đến nhà Thân Ngọc Phi để điều tra, gặp Ngụy Thằng và biết rằng anh ta đang tính toán bài toán Tam Thể và có những bước tiến ban đầu. Họ cũng phát hiện ra rằng Thân Ngọc Phi dường như không quan tâm đến Ngụy Thành ngoại trừ việc giúp Ngụy Thành thuê máy tính. Uông Diểu một lần nữa bước vào nền văn minh số 184 của trò chơi Tam Thể. Trong trò chơi, máy tính của con người tính toán lịch mặt trời của thiên hà Tam Thể trong 2 năm tới thông qua các phép tính tháng 16. Von Neumann nói rằng một "Kỷ nguyên vĩnh viễn" dài sắp đến. Nhưng sau khi mặt trời mọc, mọi người phát hiện ra hiện tượng hiếm gặp "Ba ngày liên tiếp" (ba ngôi sao và trái đất trên cùng một đường thẳng) trên bầu trời, nhưng máy tính của von Neumann đã không xem xét tình huống này. Nền văn minh số 184 sau đó đã bị phá hủy trong sự chồng chất hấp dẫn của "Lianzhu ba ngày". Sau trò chơi, Uông Diểu nhận được một cuộc gọi từ "Quản trị viên trò chơi Tam Thể" và yêu cầu anh ta cung cấp thông tin danh tính thực của mình để mời anh ta tham gia một bữa tiệc ngoại tuyến. Phóng viên Mộ Tinh đã tìm thấy Phan Hàn, người đã chờ đợi trong bóng tối khi cô quay lại trường quay, và Phan Hàn đã truyền cho cô ý tưởng rằng "Sự phát triển của công nghệ con người sẽ hủy hoại môi trường, vì vậy không nên phát triển thêm công nghệ". Phan Hàn đến nơi ở của Thân Ngọc Phi vào ngày hôm sau, đập vỡ máy chủ máy tính của Ngụy Thành bằng một khẩu súng lục và yêu cầu Ngụy Thành và Thân Ngọc Phi ngừng tính toán vấn đề Tam Thể. Thân Ngọc Phi, người thuộc phe Cứu rỗi (để cải thiện thế giới trái đất và cùng tồn tại với "Chúa") đã hỏi Phan Hàn liệu phe Cơ đốc phục lâm của anh ta (hy vọng rằng "Chúa" sẽ chiếm trái đất và tiêu diệt loài người) đã độc quyền liên lạc với "Chúa" Khẩu hiệu "Chúa sẽ đến trừng phạt kẻ ác" được đưa ra. Sử Cường phát hiện ra rằng Thân Ngọc Phi và Diệp Văn Khiết sẽ đến khu Tề Gia Đồn.gần Hải Thị (nơi có công trình Hồng Ngạn) trong tương lai gần |              | |
| 17 | "Tập 17"     | 2 tháng 2 năm 2023 (CCTV) 30 tháng 1 năm 2023 (WeTV)                                               |
| Sử Cường và Uông Diểu dự định đi cùng chuyến tàu K1303 với Thân Ngọc Phi đến Tề Gia Đồn. Trên tàu, Thân Ngọc Phi bị săn lùng bởi kẻ giết người Cơ đốc phục lâm, và vệ sĩ của Diệp Văn Khiết, Trần Tuyết, đã giết kẻ giết người kịp thời. Thân Ngọc Phi, Diệp Văn Khiết và Trần Tuyết cũng xuống xe buýt sớm ở ga Sơn Hải quan vì sự cố này và lái xe đến Tề Gia Đồn. Sử Cường và Uông Diểu sau đó đã tìm thấy hung thủ bị giết trong xe. Tổ chức Tam Thể Trái đất (ETO) vẫn cử người theo dõi thông điệp của "Chúa" ở Tề Gia Đồng, nhưng không nhận được bất kỳ phản hồi nào; Diệp Văn Khiết cùng Uông Diểu đến thăm tàn tích của Căn cứ Hồng Ngạn, và tiếp tục nhớ lại quá khứ: Cô được chuyển đến bộ phận phóng, vài ngày sau, cô được chuyển đến bộ phận giám sát, nhưng lúc đầu Lôi Chí Thành vẫn nói dối cô, nói rằng Hồng Ngạn được thành lập để giám sát các vệ tinh của Mỹ |              | |
| 18 | "Tập 18"     | 3 tháng 2 năm 2023 (CCTV) 31 tháng 1 năm 2023 (WeTV)                                               |
| Diệp Văn Khiết đã báo cáo với Lôi Chí Thành những hình ảnh truyền về vệ tinh trinh sát KA9 được theo dõi gần đây, nhưng Lôi Chí Thành dường như không quan tâm đến điều này. Theo yêu cầu của Dương Vệ Ninh, Lôi Chí Thành cuối cùng đã tiết lộ cho Diệp Văn Khiết mục đích thực sự của công trình Hộng Ngạn - theo dõi các nền văn minh ngoài hành tinh và gửi cái nhìn tổng quan về trái đất cho các nền văn minh ngoài hành tinh, đồng thời hy vọng rằng Diệp Văn Khiết sẽ phát triển một hệ thống tự giải mã để mã hóa và gửi thông tin và Giải mã thông tin nhận được. Nhưng Diệp Văn Khiết cũng đề cập rằng sức mạnh truyền tải của Hồng Ngạn quá nhỏ và nền văn minh ngoài hành tinh gần như không thể nghe được. Vào những năm 1980, do căn cứ Hồng Ngạn không có tiến triển trong thời gian dài, căn cứ này đã được bàn giao cho Viện Khoa học Trung Quốc để nghiên cứu thiên văn vô tuyến về mặt trời |              | |
| 19 | "Tập 19"     | 5 tháng 2 năm 2023 (CCTV) 1 tháng 2 năm 2023 (WeTV)                                                |
| Diệp Văn Khiết trò chuyện với Evans, thủ lĩnh của phe ETO Hàng Lâm trong đống đổ nát của căn cứ Hồng Ngạn. Evans đã xây dựng một trạm phát và thu sóng vô tuyến trên một con tàu chở hàng 19 năm trước (1988) để liên lạc với "Chúa" và gọi nó là "Căn cứ Hồng Ngạn thứ hai". Anh ta nói với Diệp Văn Khiết rằng vì con người đã ở trong "Biển lửa mà họ không thể tự cứu mình", họ phải bị tiêu diệt để "Chúa" xây dựng lại thế giới. Từ Băng Băng phát hiện ra rằng Lôi Chí Thành, chính ủy Hồng Ngạn và kỹ sư trưởng Diệp Vệ Ninh đều chết vì rơi xuống vực vào ngày 21 tháng 10 năm 1979, khi Từ Băng Băng kiểm tra hồ sơ của Hồng Ngạn, và cô rằng vụ việc có nhiều điều đáng ngờ. Uông Diểu hỏi Diệp Văn Khiết liệu người ngoài hành tinh có tồn tại hay không, nhưng Diệp Văn Khiết đã sử dụng nghịch lý Fermi để bác bỏ Uông Diểu và đề xuất rằng "Nên khuyến khích các thí nghiệm khoa học, nhưng mọi thứ nên được nghi ngờ". Sử Cường và Uông Diểu sau đó biết rằng Ngụy Thành đã được yêu cầu sống trong Cục Công an để tính toán vấn đề Tam Thể vì anh ta bị đe dọa, anh hiểu rằng sau khi hoàn thành bằng tiến sĩ, anh chỉ có thể vào trường cấp hai giáo viên, nhưng đã bị sa thải vì phương pháp giảng dạy. Anh đến một ngôi chùa và được hướng dẫn cách "Làm trái tim trống rỗng", trong quá trình "Làm trái tim trống rỗng" anh nghĩ ngay đến bài toán Tam Thể và muốn tính toán |              | |
| 20 | "Episode 20" | 6 tháng 2 năm 2023 (CCTV) 2 tháng 2 năm 2023 (WeTV)                                                |
| Ngụy Thành tiếp tục nhớ lại mối quen biết của mình với Thân Ngọc Phi: Một ngày nọ, Thân Ngọc Phi nhận thấy kết quả tính toán cuả Ngụy Thành, vì vậy đã mời Ngụy Thành đến nhà cô ấy để tính toán, và kết hôn với Ngụy Thành để thuận tiện cho việc tính toán của anh ấy. Ngụy Thành cũng để ý rằng Thân Ngọc Phi đã cầu nguyện trong chùa, hy vọng rằng Đức Phật sẽ phù hộ cho "Chúa" và cứu cô khỏi đau khổ. Tuy nhiên, Ngụy Thành đã ẩn náu trong Cục Công an trong những ngày gần đây vì tình thế khó xử mà Phan Hàn yêu cầu anh ta ngừng tính toán hoặc giết anh ta, còn Thân Ngọc Phi yêu cầu anh ta tiếp tục tính toán hoặc giết anh ta. Ngụy Thành sau đó đã tính toán một phần giải pháp cho vấn đề Tam Thể và mời Uông Diểu tham gia trò chơi Tam Thể để xác minh. Uông Diểu bước vào nền văn minh số 192 đã phát triển sang thời đại thông tin, Tổng thư ký Liên Hợp Quốc trong nền văn minh nói với anh rằng trước vài vòng văn minh, các ngôi sao của thế giới Tam Thể đã xé hành tinh thành hai phần bởi vì họ ở quá gần hành tinh, nên nền văn minh của thế giới đã dậm chân tại chỗ hàng chục triệu năm. Sau nhiều tính toán, nền văn minh tái phát triển đã chứng minh rằng vấn đề Tam Thể là không thể giải quyết được và nhận thấy rằng có rất nhiều hành tinh trong thiên hà Tam Thể, nhưng chúng đều rơi vào ngôi sao do sự giãn nở đều đặn của ngôi sao, vì vậy Nên văn minh Tam Thể muốn tiếp tục, chỉ có thể xem xét việc thực hiện di cư giữa các vì sao. Nền văn minh số 192 sau đó đã bị phá hủy trong trận Tuyết hai ngày, nhưng nền văn minh này đã chứng minh sự bất khả thi của nền văn minh Tam Thể và xác định hướng đi tương lai của nền văn minh Tam Thể: Di cư giữa các vì sao. Sau trò chơi, Phan Hàn đã nói chuyện với Thân Ngọc Phi về cái kết không thể giải quyết của vấn đề, sau khi Phan Hàn rời đi, Thân Ngọc Phi được tìm thấy đã chết trong nhà của cô ấy |              | |
| 21 | "Tập 21"     | 7 tháng 2 năm 2023 (CCTV) 3 tháng 2 năm 2023 (WeTV)                                                |
| Sử Cường thẩm vấn Phan Hàn, Phan Hàn nói rằng anh ta không tự mình giết Thân Ngọc Phi, và giám sát cũng có thể chứng minh rằng Thân Ngọc Phi đã tự sát. Uông Diểu nhận được lời mời tham dự bữa tiệc ngoại tuyến của trò chơi Tam Thể, và đến một rạp chiếu phim để tham dự bữa tiệc. Tại bữa tiệc, Phan Hàn nói với anh ấy và những trí thức khác tham gia bữa tiệc rằng Nền văn minh Tam Thể thực sự là một nền văn minh ngoài hành tinh, và vì vấn đề Tam Thể không thể giải quyết được, anh ấy hy vọng được di cư đến Trái đất và yêu cầu những người tham gia nếu quan điểm về sự di cư của Nền văn minh Tam thể đến Trái đất. Một số người, bao gồm cả Uông Diểu, bày tỏ hy vọng rằng Nền văn minh Tam thể sẽ "đến" trái đất, và Phan Hàn đã mời những người này tham gia "Tổ chức Tam thể Trái đất". Mộ Tinh trước đây đã cấy một con ngựa thành Troia vào máy tính của Phan Hàn vì anh ta hy vọng lấy được các tệp trong máy tính của Phan Hàn để báo cáo, sau đó Mộ Tinh đã giao nội dung thu được cho Trung tâm điều hành để giải mã và Trung tâm điều hành đã thu được một số "Thành viên của tổ chức Tam Thể Trái đất". Sau khi Phan Hàn và Evans biết được điều này, họ đã lên kế hoạch đóng cửa máy chủ trò chơi Tam Thể ngay lập tức và để người dùng xem phần cuối của trò chơi Tam Thể |              | |
| 22 | "Tập 22"     | 8 tháng 2 năm 2023 (CCTV) 5 tháng 2 năm 2023 Ngày 3 thàng 2 năm 2023 (Chiếu đến tập cuối) (WeTV)   |
| Phan Hàn đã đóng máy chủ Tam Thể và để người chơi xem phần cuối của trò chơi Tam Thể — Người Tam Thể đã xây dựng một hạm đội giữa các vì sao và lên đường đến một hành tinh khác cách đó 4 năm ánh sáng, dự định sẽ đến sau 450 năm. Thường Vĩ Tư giải thích cho Sử Cường và Uông Diểu về phe Cứu thế, phe Hàng Lâm và phe Người sống sót tách khỏi Tổ chức Tam Thể Trái đất (ETO), và bắt đầu điều tra danh tính thực sự của "Chỉ huy" trong ETO. Ban đầu, Phan Hàn tiết lộ thông tin về hồ sơ của Diệp Văn Khiết cho Mộ Tinh và yêu cầu cô ấy tra cứu, sau đó nói dối với vệ sĩ của Diệp Văn Khiết, Trần Tuyết, rằng Mộ Tinh đã tìm ra hồ sơ của Diệp Văn Khiết. Sau khi nghe về điều này, Trần Tuyết đã xác nhận rằng Mộ Tinh đã tìm kiếm hồ sơ, giết cô ta. Sau khi Mô Tinh bị giết, Sử Cường đã tìm thấy kẻ tình nghi Trần Tuyết thông qua máy ghi âm giọng nói và giám sátcủa Mộ Tinh trong xe |              | |
| 23 | "Tập 23"     | 9 tháng 2 năm 2023 (CCTV) 6 tháng 2 năm 2023 Ngày 3 tháng 2 năm 2023 (Chiếu đến tập cuối) (WeTV)   |
| Uông Diểu đã đến cuộc họp ETO, tại cuộc họp, Diệp Văn Khiết đề nghị ETO tổ chức một cuộc nổi dậy, đồng thời đề cập rằng phe Cứu thế do Phan Hàn Evans đứng đầu đã chặn thông tin của nền văn minh Tam Thể và liên lạc trái đất. Phan Hàn bị Trần Tuyết xử tử vì vi phạm kỷ luật ETO. Diệp Văn Khiết tiếp tục nhớ lại quá khứ của mình tại Căn cứ Bờ biển Đỏ: Năm 1972, cô phát hiện ra hiệu ứng khuếch đại của mặt trời đối với một số sóng điện từ thông qua dữ liệu quan sát và đọc tài liệu từ các đối tác châu Âu và Mỹ |              | |
| 24 | "Tập 24"     | 10 tháng 2 năm 2023 (CCTV) 7 tháng 2 năm 2023 Ngày 3 tháng 2 năm 2023 (chiếu đến tập cuối) (WeTV)  |
| Bất chấp sự phản đối của Lôi Chí Thành, Diệp Văn Khiết đã cố gắng sử dụng ăng-ten của Hồng Ngân để phóng lên mặt trời để xác minh phỏng đoán rằng mặt trời khuếch đại sóng điện từ. Sau 5 năm, cô nhận được một lá thư từ nền văn minh Tam Thể cảnh báo cô không được trả lời. Tuy nhiên, vì quá tê liệt trước cuộc đàn áp trong Cách mạng Văn hóa, cô vẫn trả lời tin nhắn này và hy vọng rằng nền văn minh Tam Thể sẽ đến trái đất và thống trị và biến đổi trái đất |              | |
| 25 | "Tập 25"     | 12 tháng 2 năm 2023 (CCTV) 8 tháng 2 năm 2023 Ngày 3 tháng 2 năm 2023 (chiếu đến tập cuối) (WeTV)  |
| Diệp Văn Khiết giải thích lý do tại sao Nền văn minh Tam Thể yêu cầu Uông Diểu ngừng nghiên cứu vật liệu nano: Vật liệu nano có thể được sử dụng để chế tạo thang máy không gian và cho phép con người hình thành hệ thống phòng thủ chống lại các nền văn minh ngoài hành tinh. Thường Vĩ Tư đã ra lệnh xông vào địa điểm tổ chức cuộc họp ETO, nhưng bị Trần Tuyết đe dọa bằng bom hạt nhân, cuối cùng Thường Vĩ Tư đã ra lệnh cho các tay súng bắn tỉa phá bom hạt nhân và bắt giữ Diệp Văn Khiết nhưng Sử Cường cũng bị thương bởi bức xạ từ vật liệu bom hạt nhân |              | |
| 26 | "Tập 26"     | 13 tháng 2 năm 2023 (CCTV) 9 tháng 2 năm 2023 Ngày 3 tháng 2 năm 2023 (chiếu đến tập cuối) (WeTV)  |
| Diệp Văn Khiết đã đề cập trong cuộc thẩm vấn rằng mặc dù cô ấy đã thay thế dữ liệu ban đầu nhận được bằng tín hiệu trống khi nhận được tin nhắn của nền văn minh Tam Thể, nhưng dữ liệu liên quan vẫn bị Lôi Chí Thành phát hiện, vì vậy cô ấy đã nhân cơ hội đại tu thiết bị để cắt dây và tạo ra một Lôi Chí Thành và chồng của cô ấy là Dương Vệ Ninh đã rơi khỏi vách đá để chặn thông tin. Sau sự cố này, cô trở nên thờ ơ với những thứ bên ngoài, và sau đó đến trường cấp hai của làng để dạy sau khi kỳ thi tuyển sinh đại học được nối lại, và sinh ra Dương Đông |              | |
| 27 | "Tập 27"     | 14 tháng 2 năm 2023 (CCTV) 10 tháng 2 năm 2023 Ngày 3 tháng 2 năm 2023 (chiếu đến tập cuối) (WeTV) |
| Vào những năm 1980, Evans đến Trung Quốc để trồng cây vì chủ nghĩa môi trường và gặp Diệp Văn Khiết. Sau khi nghe Diệp Văn Khiết nói về Nền văn minh Tam Thể, anh ấy ngay lập tức thành lập ETO và xây dựng căn cứ Hồng Ngạn thứ hai — tàu chở hàng Ngày phán xét và vấn đề quan hệ văn minh Tam Thể |              | |
| 28 | "Tập 28"     | 15 tháng 2 năm 2023 (CCTV) 12 tháng 2 năm 2023 Ngày 3 tháng 2 năm 2023 (chiếu đến tập cuối) (WeTV) |
| Diệp Văn Khiết đề cập rằng mặc dù Hạm đội Tam Thể có thể đạt tốc độ bằng 1/10 tốc độ ánh sáng, nhưng vì nó cần thu thập phản vật chất trong không gian để tăng tốc, nên tốc độ trung bình chỉ có thể đạt tới một phần trăm tốc độ ánh sáng. Nhưng Trisolaris đã gửi hai proton đến Trái đất hai năm trước để can thiệp vào kết quả của máy gia tốc năng lượng cao và ngăn chặn công nghệ của con người. Trung tâm chiến đấu đã thảo luận về cách loại bỏ các thành viên ETO trên tàu chở hàng Ngày phán xét tại Căn cứ Bờ biển Đỏ thứ hai và lấy dữ liệu liên lạc với nền văn minh Tam Thể. Nó cũng có thể bảo vệ tính toàn vẹn của dữ liệu mà không bị phi hành đoàn chú ý. Họ đặt tên cho điều này "Kế hoạch Cổ Tranh" |              | |
| 29 | "Tập 29"     | 16 tháng 2 năm 2023 (CCTV) 13 tháng 2 năm 2023 Ngày 3 tháng 2 năm 2023 (chiếu đến tập cuối) (WeTV) |
| Ngày phán xét bị cắt, Evans bị giết và trung tâm chiến đấu thu được dữ liệu về Tam Thể. Uông Diểu và Sử Cường đã nhìn thấy người nghe trong Nền văn minh Tam Thể, người đã gửi tín hiệu "không trả lời" cho Diệp Văn Khiết thông qua trò chơi Tam Thể. Sau khi nhận được câu trả lời của Diệp Văn Khiết, nền văn minh Tam Thể ngay lập tức ra lệnh cho hạm đội không gian lên đường đến Trái đất |              | |
| 30 | "Tập 30"     | 17 tháng 2 năm 2023 (CCTV) 14 tháng 2 năm 2023 Ngày 3 tháng 2 năm 2023 (chiếu đến tập cuối) (WeTV) |
| Thông qua việc hiểu rõ hơn về thông tin trong đĩa cứng, Uông Diểu và những người khác biết được rằng các proton do nền văn minh Tam Thể phát ra thực chất là sophon, có cấu trúc và trí thông minh cao chiều phức tạp, đồng thời có thể giao tiếp trong thời gian thực với nền văn minh Tam Thể ngôi sao mẹ thông qua vướng mắc lượng tử. Sophon có thể mở rộng thành hai chiều và bao phủ trái đất để tạo ra ảo giác "Nhấp nháy vũ trụ", đồng thời chúng cũng có thể tạo thành "phép màu" như đếm ngược trên võng mạc của con người |              | |

## Nhạc phim
| Tên                                                                            | Lời                          | Sáng tác                             | Trình bày | Loại               |
| ------------------------------------------------------------------------------ | ---------------------------- | ------------------------------------ | --- | ------------------ |
| 《时间的尽头》Tận cùng thời gian                                               | Trần Tuyết Nhiên             | Trần Tuyết Nhiên                     | Trần Tuyết Nhiên | Nhạc đầu phim      |
| 《The Day of Unkown》                                                          | Trần Tuyết Nhiên             | Trần Tuyết Nhiên                     | Trần Tuyết Nhiên | Nhạc chủ đề        |
| 《A Matter of Time》                                                           | Trần Tuyết Nhiên             | Trần Tuyết Nhiên                     | Alexandra Lilly | Sáp khúc           |
| 《整个宇宙将为你闪烁》Cả vũ trụ tỏa sáng vì Người                              | Trần Tuyết Nhiên, Minh Thiên | Trần Tuyết Nhiên                     | Trần Tuyết Nhiên | Sáp khúc           |
| 《Away》                                                                       | Trần Tuyết Nhiên             | Trần Tuyết Nhiên                     | Jennifer Foster | Sáp khúc           |
| 《Big Wild River》                                                             | Trần Tuyết Nhiên             | Trần Tuyết Nhiên                     | Trần Tuyết Nhiên | Sáp khúc           |
| 《昨夜星辰》Tạc dạ tinh thần                                                   | Ngô Hoàn                     | Trương Dũng Cường                    | Lâm Thục Dung | Nhạc nền           |
| 《永恒孤独》Endless Sailing                                                    | Mai Chân @Zaomj              | Đăng Y Luân                          | Châu Thâm | Nhạc chủ đề        |
| 《在时空尽头等我》Chờ ở điểm cuối thời gian Và không gian                      | Mai Chân @Zaomj              | Đăng Y Luân                          | Vương Gia Thành (JC Wang) | Nhạc chủ đề        |
| 《让我随风》Hãy để tôi đi với gió                                              | Trịnh Băng Băng              | Thu Kì                               | Thiện Y Thuần | Sáp khúc           |
| 《远飞的大雁》him nhan bay xa                                                  | /                            | Dương Tử Hiên, Trữ Lập Đông@In China | Tenzin Nyima | Sáp khúc           |
| 《Three Body三体》                                                             | Re-TROS                      | Re-TROS                              | Re-TROS | Nhạc chủ đề        |
| 《跟太阳系说再见》Say goodbye to the Solar system                              | /                            | Chúc Can Lượng                       | / | Sáp khúc bản quyền |
| 《二向箔降维打击》                                                             | /                            | Chúc Can Lượng                       | / | Sáp khúc bản quyền |
| 《跟太阳系说再见 定制版》Say goodbye to the Solar system - Phiên bản tùy chỉnh | /                            | Chúc Can Lượng                       | / | Sáp khúc bản quyền |
| 《地球文明博物馆》                                                             | /                            | Bạc Thái Sinh                        | / | Sáp khúc bản quyền |
| 《647号宇宙》Vũ trụ 647                                                        | /                            | Bạc Thái Sinh                        | / | Sáp khúc bản quyền |
| 《蚂蚁与水滴》Con kiến và giọt nước                                            | /                            | Bạc Thái Sinh                        | / | Sáp khúc bản quyền |
| 《红岸往事》Before we leave the Earth                                          | Hùng Kiện                    | Hùng Kiện                            | / | Sáp khúc bản quyền |
| 《我们走在大路上》Chúng ta đi trên con đường thênh thang                       | Lý Kiếp Phu                  | Lý Kiếp Phu                          | Hợp xướng | Sáp khúc bản quyền |
| 《颂歌献给毛主席》Bài ca tụng hát dân Mao Chủ Tịch                             | Hùng Kiện                    | Trịnh Thu Phong                      | Giả Thế Tuấn | Sáp khúc bản quyền |
| 《北京颂歌》Bắc Kinh tụng ca                                                   | Hồng Nguyên                  | Điền Quang, Phó Tinh                 | Lý Song Giang | Sáp khúc bản quyền |
| 《团结就是力量》Đoàn kết là sức mạnh                                           | Mục Hồng                     | Lô Túc                               | Đội hợp xướng đoàn nghệ thuật phát thanh truyền hình trung ương Trung Quốc                                                    | Sáp khúc bản quyền |
| 《草原上升起不落的太阳》Mặt trời mọc mà không lặn trên thảo nguyên             | Meili Qige                   | Meili Qige                           | Vương Hoành Vĩ | Sáp khúc bản quyền |
| 《毛主席的话儿记心上》                                                         | Phó Canh Thần                | Phó Canh Thần                        | Đặng Ngọc Hoa | Sáp khúc bản quyền |
| 《怒吼吧黄河》Gầm thét lên Hoàng Hà                                            | Quang Vị Nhiên               | Tiển Tinh Hải                        | Đội hợp xướng Đoàn nhạc trung ương                                                                                            | Sáp khúc bản quyền |
| 《咱们工人有力量》Công nhân chúng ta có sức mạnh                               | Mã Khả                       | Mã Khả                               | Tôn Bảo Quý lĩnh xướng | Sáp khúc bản quyền |
| 《东方红》Đông phương hồng                                                     | Lý Hữu Nguyên                | Lý Hoán Chi                          | Đội hợp xướng Đông phương hồng                                                                                                | Sáp khúc bản quyền |
| Trên cánh đồng hy vọng                                                         | Trần Hiểu Quang              | Thi Quang Nam                        | Ân Tú Mai | Sáp khúc bản quyền |
| 《大海啊故乡》Biển lớn ơi! Cố hương                                            | Vương Lập Bình               | Vương Lập Bình                       | Thành Phương Viên | Sáp khúc bản quyền |
| 《情人》Người tình                                                             | Đao Lang                     | Đao Lang                             | Đao Lang | Sáp khúc bản quyền |
| 《走西口的人儿转回来》                                                         | /                            | /                                    | Vương Hướng Vinh | Sáp khúc bản quyền |
| 《将令一声震山川》                                                             | /                            | /                                    | Trương Hương Linh, Điền Vũ Đào, Vương Hoa Bằng, Trương Kiến Hồng, Diêm Kỷ Hồng, Lý Nguyệt Pháp, Trình Trung Dân, Lý Thục Hiền | Sáp khúc bản quyền |
| 《华阴老腔一声喊》Shout Out Loud Huayin                                        | /                            | /                                    | Trương Hỉ Dân | Sáp khúc bản quyền |

## Rating
| CCTV-8 Rating (CSM63 + 4) | CCTV-8 Rating (CSM63 + 4) | CCTV-8 Rating (CSM63 + 4) | CCTV-8 Rating (CSM63 + 4) | CCTV-8 Rating (CSM63 + 4) | CCTV-8 Rating (CSM63 + 4) |
| Tập                       | Ngày                      | Rating %                  | Rating share %            | Hạng                      | Ghi chú                   |
| ------------------------- | ------------------------- | ------------------------- | ------------------------- | ------------------------- | ------------------------- |
| 1                         | 15 tháng 1 năm 2023       | 0.791                     | 4.516                     | 8                         |                           |
| 2                         | 16 tháng 1 năm 2023       | 0.586                     | 3.249                     | 10                        |                           |
| 3                         | 17 tháng 1 năm 2023       | 0.705                     | 3.830                     | 9                         |                           |
| 4                         | 18 tháng 1 năm 2023       | 0.622                     | 3.261                     | 10                        |                           |
| 5                         | 19 tháng 1 năm 2023       | 0.507                     | 2.369                     | 9                         |                           |
| 6                         | 20 tháng 1 năm 2023       | 0.516                     | 2.291                     | 9                         |                           |
| 7                         | 22 tháng 1 năm 2023       | 0.509                     | 2.374                     | 4                         |                           |
| 8                         | 23 tháng 1 năm 2023       |                           |                           |                           |                           |
| 9                         | 24 tháng 1 năm 2023       |                           |                           |                           |                           |
| 10                        | 25 tháng 1 năm 2023       |                           |                           |                           |                           |
| 11                        | 26 tháng 1 năm 2023       | 0.640                     | 3.379                     | 7                         |                           |
| 12                        | 27 tháng 1 năm 2023       | 0.602                     | 2.861                     | 7                         |                           |
| 13                        | 29 tháng 1 năm 2023       | 0.645                     | 3.640                     | 7                         |                           |
| 14                        | 30 tháng 1 năm 2023       |                           |                           |                           |                           |
| 15                        | 31 tháng 1 năm 2023       |                           |                           |                           |                           |
| 16                        | 1 tháng 2 năm 2023        | 0.808                     | 4.347                     | 7                         |                           |
| 17                        | 2 tháng 2 năm 2023        | 0.771                     | 4.401                     | 7                         |                           |
| 18                        | 3 tháng 2 năm 2023        | 0.572                     | 2.706                     | 9                         |                           |
| 19                        | 5 tháng 2 năm 2023        | 0.466                     | 1.672                     | 9                         |                           |
| 20                        | 6 tháng 2 năm 2023        | 0.359                     | 1.290                     | 11                        |                           |
| 21                        | 7 tháng 2 năm 2023        | 0.356                     | 1.302                     | 11                        |                           |
| 22                        | 8 tháng 2 năm 2023        | 0.400                     | 1.440                     | 11                        |                           |
| 23                        | 9 tháng 2 năm 2023        | 0.373                     | 1.374                     | 11                        |                           |
| 24                        | 10 tháng 2 năm 2023       | 0.400                     | 1.462                     | 12                        |                           |
| 25                        | 12 tháng 2 năm 2023       | 0.579                     | 1.999                     | 8                         |                           |
| 26                        | 13 tháng 2 năm 2023       | 0.449                     | 1.629                     | 9                         |                           |
| 27                        | 14 tháng 2 năm 2023       | 0.392                     | 1.437                     | 11                        |                           |
| 28                        | 15 tháng 2 năm 2023       | 0.475                     | 1.748                     | 10                        |                           |
| 29                        | 16 tháng 2 năm 2023       | 0.424                     | 1.565                     | 12                        |                           |
| 30                        | 17 tháng 2 năm 2023       | 0.327                     | 1.174                     | 11                        |                           |

| CCTV-8 Rating theo CVB | CCTV-8 Rating theo CVB | CCTV-8 Rating theo CVB | CCTV-8 Rating theo CVB | CCTV-8 Rating theo CVB |
| Tập                    | Ngày                   | Rating %               | Rating share%          | Ghi chú                |
| ---------------------- | ---------------------- | ---------------------- | ---------------------- | ---------------------- |
| 1                      | 15 tháng 1 năm 2023    | 1.636%                 |                        | [ 27 ] [ 28 ]          |
| 2                      | 16 tháng 1 năm 2023    | 1.402%                 |                        | [ 27 ] [ 28 ]          |
| 3                      | 17 tháng 1 năm 2023    | 1.401%                 |                        | [ 27 ] [ 28 ]          |
| 4                      | 18 tháng 1 năm 2023    | 1.381%                 |                        | [ 27 ] [ 28 ]          |
| 5                      | 19 tháng 1 năm 2023    | 1.342%                 |                        | [ 27 ] [ 28 ]          |
| 6                      | 20 tháng 1 năm 2023    | 1.312%                 |                        | [ 27 ] [ 28 ]          |
| 7                      | 22 tháng 1 năm 2023    | 1.812%                 |                        | [ 27 ] [ 28 ]          |
| 8                      | 23 tháng 1 năm 2023    | 1.197%                 |                        | [ 27 ] [ 28 ]          |
| 9                      | 24 tháng 1 năm 2023    | 1.336%                 |                        | [ 27 ] [ 28 ]          |
| 10                     | 25 tháng 1 năm 2023    | 1.345%                 |                        | [ 27 ] [ 28 ]          |
| 11                     | 26 tháng 1 năm 2023    | 1.438%                 |                        | [ 27 ] [ 28 ]          |
| 12                     | 27 tháng 1 năm 2023    | 1.391%                 |                        | [ 27 ] [ 28 ]          |
| 13                     | 29 tháng 1 năm 2023    | 1.608%                 |                        | [ 27 ] [ 28 ]          |
| 14                     | 30 tháng 1 năm 2023    | 1.535%                 |                        | [ 27 ] [ 28 ]          |
| 15                     | 31 tháng 1 năm 2023    | 1.570%                 |                        | [ 27 ] [ 28 ]          |
| 16                     | 1 tháng 2 năm 2023     | 1.684%                 |                        | [ 27 ] [ 28 ]          |
| 17                     | 2 tháng 2 năm 2023     | 1.732%                 |                        | [ 27 ] [ 28 ]          |
| 18                     | 3 tháng 2 năm 2023     | 1.581%                 |                        | [ 27 ] [ 28 ]          |
| 19                     | 5 tháng 2 năm 2023     | 0.881%                 |                        | [ 27 ] [ 28 ]          |
| 20                     | 6 tháng 2 năm 2023     | 0.844%                 |                        | [ 27 ] [ 28 ]          |
| 21                     | 7 tháng 2 năm 2023     | 0.838%                 |                        | [ 27 ] [ 28 ]          |
| 22                     | 8 tháng 2 năm 2023     | 1%                     |                        | [ 27 ] [ 28 ]          |
| 23                     | 9 tháng 2 năm 2023     | 0.886%                 |                        | [ 27 ] [ 28 ]          |
| 24                     | 10 tháng 2 năm 2023    | 0.901%                 |                        | [ 27 ] [ 28 ]          |
| 25                     | 12 tháng 2 năm 2023    | 1.135%                 |                        | [ 27 ] [ 28 ]          |
| 26                     | 13 tháng 2 năm 2023    | 1.096%                 |                        | [ 27 ] [ 28 ]          |
| 27                     | 14 tháng 2 năm 2023    | 0.988%                 |                        | [ 27 ] [ 28 ]          |
| 28                     | 15 tháng 2 năm 2023    | 1.026%                 |                        | [ 27 ] [ 28 ]          |
| 29                     | 16 tháng 2 năm 2023    | 0.952%                 |                        | [ 27 ] [ 28 ]          |
| 30                     | 17 tháng 2 năm 2023    | 0.872%                 |                        | [ 27 ] [ 28 ]          |

## Đánh giá
Tam Thể đã nhận được sự hoan nghênh rộng rãi ở Trung Quốc. Trên Douban, bộ phim nhận được số điểm là 8,5. Người xem ca ngợi chất lượng sản xuất tổng thể, sự trung thực của chuyển thể và dàn diễn viên của bộ phim. Nhiều người đã so sánh nó với loạt phim hoạt hình cùng tên, cho rằng phim có chất lượng tốt hơn nhiều. Các nhà phê bình trong nước ca ngợi hiệu ứng hình ảnh của phim là đáng kinh ngạc.
Tại Hoa Kỳ, nhà phê bình Mike Hale của The New York Times nhận xét rằng loạt phim đã trung thành với nguyên tác, với những điều chỉnh hợp lý được thực hiện để phù hợp với truyền hình.

## Hậu truyện
Ngày 3 tháng 2 năm 2023, cùng ngày với buổi lễ chiếu tập cuối, Tencent Video đã thông báo rằng họ sẽ sản xuất phần tiếp theo "Tam thể II: Khu rừng đen tối" và loạt phim bổ sung đầu tiên "Tam thể: Lịch sử vĩ đại" 

## Giải thưởng
| Ngày                | Lễ trao giải | Giải                                 | Kết Quả   | Ghi chú |
| ------------------- | --- | ------------------------------------ | --------- | ------- |
| Tháng 3 năm 2023    | Đêm Weibo 2022 | Phim của năm                         | Đoạt giải |         |
| Tháng 4 năm 2023    | Chương trình truyền hình thủ đô 2023 Hội nghị khuyến xuân                                                              | Phim truyền hình xuất sắc của năm    | Đoạt giải |         |
| 24 Thàng 5 năm 2023 | Diễn đàn thượng đỉnh truyền thông văn hóa truyền hình và điện ảnh toàn cầu lần thứ 3 - Diễn đàn và tuyển chọn hàng năm | Phim truyền hình sáng tạo của năm    | Đoạt giải |         |
| Tháng 5 năm 2023    | Bạch Ngoc Lan lần thứ 28                                                                                               | Phim truyền hình Trung Quốc hay nhất | Đề cử     | [ 34 ]  |
| Tháng 5 năm 2023    | Bạch Ngoc Lan lần thứ 28                                                                                               | Đạo diễn xuất sắc nhất               | Đề cử     | [ 34 ]  |
| Tháng 5 năm 2023    | Bạch Ngoc Lan lần thứ 28                                                                                               | Kịch bản hay nhất (Chuyển thể)       | Đề cử     | [ 34 ]  |
| Tháng 6 năm 2023    | Bạch Ngoc Lan lần thứ 28                                                                                               | Đạo diễn nghệ thuật xuất sắc nhất    | Đoạt giải |         |